# Марфино (Псковская область)
Ма́рфино — деревня в Опочецком районе Псковской области России. Входит в состав Варыгинской волости.
Расположена в 12 км к северо-западу от центра города Опочка, на левом берегу реки Исса, и в 2 км к северу от волостного центра, деревни Варыгино.
Численность населения по оценке на конец 2000 года составляла 20 жителей, на 2012 год — 11 жителей.